# جون هنتلي
جون هنتلي (بالإنجليزية: John Huntley)‏ (4 نوفمبر 1883 - 28 مارس 1944) هو لاعب كريكت نيوزلندي.